# Wolfhard Wegscheider

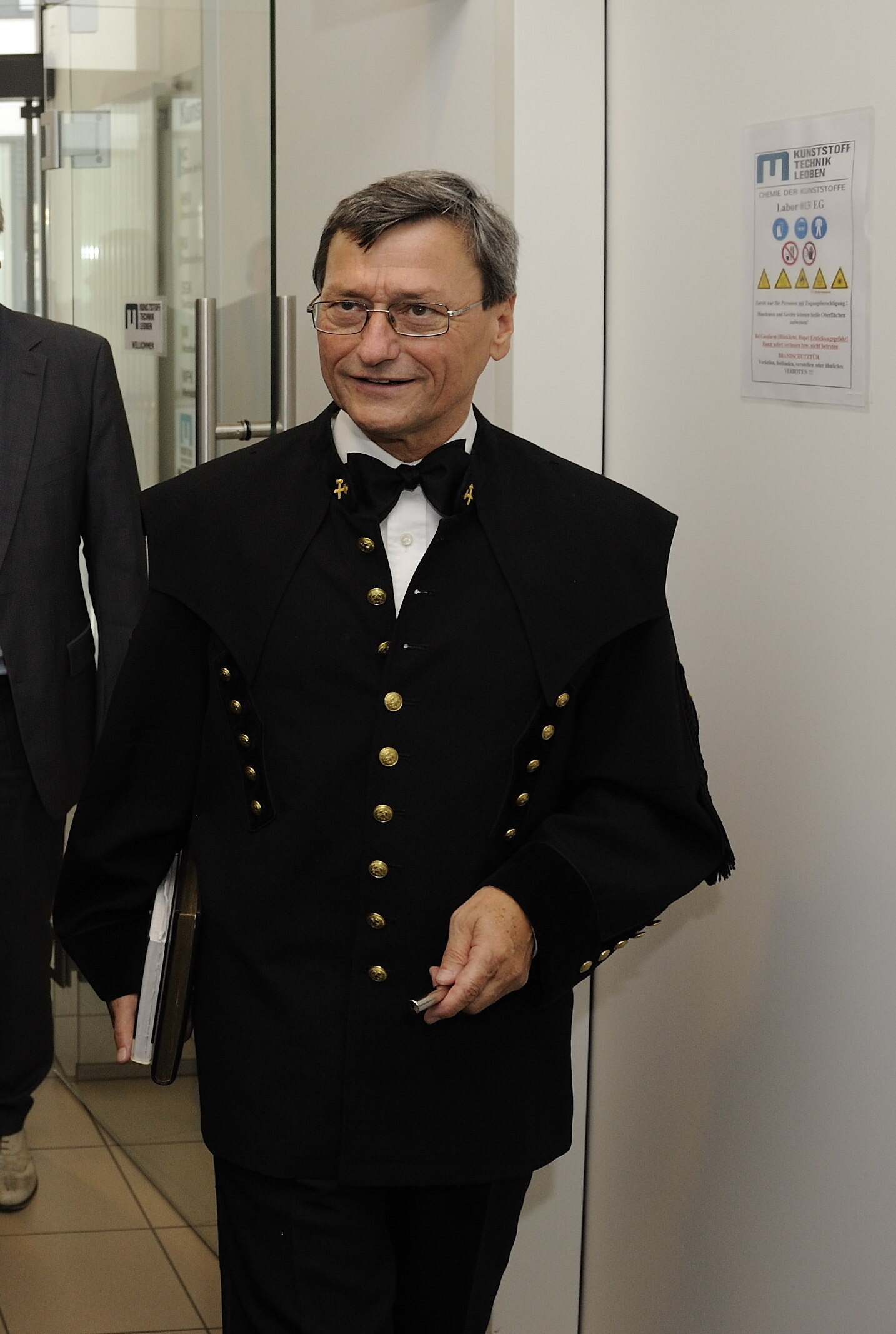
Wolfhard Wegscheider (2011)

Wolfhard Wegscheider (* 21. Februar 1950 in Graz; † 3. März 2025) war ein österreichischer Chemiker und Hochschullehrer. Er war von 2003 bis 2011 Rektor der Montanuniversität Leoben.

## Leben
Wolfhard Wegscheider studierte an der Technischen Universität Graz (TU Graz, bis 1975 Technische Hochschule Graz) Technische Chemie, das Studium schloss er 1974 als Diplomingenieur ab. 1976 promovierte er an der TU Graz zum Doktor der Technischen Wissenschaften. Ein Fulbright-Stipendium führte ihn nach Denver im US-Bundesstaat Colorado, wo er 1977/78 an der University of Denver tätig war. 1980 habilitierte er sich für das Fach Analytische Chemie an der TU Graz.
1989 wurde er Assistenzprofessor an der TU Graz, 1990 war er als Visiting Scientist bei Philip Morris USA R&D in Richmond in den USA. 1994 wurde er als Professor für Allgemeine und Analytische Chemie an die Montanuniversität Leoben berufen, wo er von 1995 bis 2001 auch als Studiendekan fungierte. Als Nachfolger von Wolfgang Pöhl wurde er 2003 Rektor der Montanuniversität Leoben. 2011 folgte ihm Wilfried Eichlseder in diesem Amt nach. 2018 wurde er emeritiert.
In seiner wissenschaftlichen Arbeit beschäftigte er sich unter anderem mit Analytischer Chemie, insbesondere im Bereich der Metrologie, der Qualitätssicherung und Unsicherheitsbewertung von Messungen, und war an der Entwicklung von Traceability-Konzepten in der chemischen Analytik beteiligt.
Wegscheider starb am 3. März 2025 im Alter von 75 Jahren.

## Auszeichnungen
- 1986: Fritz-Pregl-Preis
- 2012: Großes Goldenes Ehrenzeichen für Verdienste um die Republik Österreich[1]
- 2020: Friedrich-Emich-Plakette